# Jabal Zawiya
Muntele Zāwiya (în arabă جبل الزاوية, transliterat: Jabal az-Zāwiyah) sau Muntele Rīḥā (în arabă جبل ريحا, transliterat: Jabal Rīḥā) (tot în perioada medievală: Banī-ʻ Muntele Ulaym (îm arabă جبل بني عليم, transliterat: Jabal Banī-ʻUlaym) este o regiune muntoasă din Guvernoratul Idlib în nord-vestul Siriei. Aproximativ 36 de orașe și sate există în regiunea Muntele Zawiya. Cele mai mari orașe sunt Rīḥā (Arīḥā) și Maʻarrat an-Nuʻmān.
A fost locul masacrelor de la Jabal al-Zawiya din decembrie 2011]]. A fost bombardat din nou ca parte ca parte a ofensivei guvernului sirian și a Rusiei în septembrie 2017.

## Locație și descriere
Muntele Zāwiya formează grupul sudic al Masivului calcaros din vest Platoul Alep. 
La nord și nord-vest de munte se află Câmpia Rouge. Câmpia Ghāb se află pe partea de vest. La sud de munte se află câmpiile Ḥamā, iar pe latura estică se află câmpiile Idlib.
Altitudinea medie a Muntelui Zāwiya este de 750 m. Cel mai înalt punct este Muntele Ayyūb (939 m). Partea de vest a muntelui este abruptă, dar partea de est se înclină treptat. Multe izvoare și pâraie apar pe partea de vest și se varsă în câmpiile Rouge și Ghāb.
Muntele include două mase separate de o vale care are multe situri arheologice, cum ar fi orașul antic Bārā. Partea de nord a muntelui se numește Muntele Arbaʻīn' (în arabă جبل الأربعين) (877 m). Orașul antic Ebla se află la nord-est de munte și orașul antic Apamea se află în sud-vest.